# Censimento degli Stati Uniti d'America del 1880
Il censimento degli Stati Uniti d'America del 1880 è stato il decimo censimento degli Stati Uniti d'America. Il censimento è stato condotto alla data del 1º giugno 1880. 
Questo è stato il primo censimento che permette alle donne di essere enumeratori. Il sovrintendente del censimento fu Francis Amasa Walker. 
La popolazione totale degli Stati Uniti fu conteggiata in 50.189.209 unità.